# Mastichochória
Les Mastichochória (en grec moderne : Μαστιχοχώρια, « villages du mastic ») sont un district municipal du dème de Chios, en Grèce , dans le district régional homonyme (en), en Égée-Septentrionale. Avant 2010 il formait un dème dont le siège était le village de Pyrgí.
Il comprend neuf « communautés municipales » (regroupant en tout une quinzaine de villages ou hameaux), dont Lithi (Lithí, Liménas Lithíou), Pyrgí (Pyrgí, Emboriós), Véssa, Olýmpi etc.
La population s'élevait en 2001 à 4 744 habitants.